# Cirene (cidade)
Cirene (em grego clássico: Κυρήνη; romaniz.: Kyrénē) ou Cirena  foi uma antiga colônia grega na atual Líbia, a mais antiga e importante das cinco cidades gregas da região. A cidade deu o nome à região oriental da Líbia, chamada Cirenaica.
Cirene foi fundada em um vale fértil nas terras altas de Jabel Acdar. Batizada em homenagem a uma fonte, Kyre, que os gregos consagraram a Apolo, a cidade foi no século III a.C. sede de uma famosa escola de filosofia fundada por Aristipo, um discípulo de Sócrates.

## História

### Mitologia
Segundo Diodoro Sículo, a cidade foi fundada pelo deus Apolo, em honra a Cirene, filha de Hipseu, uma jovem muito bela da Tessália que ele raptou e levou para a Líbia.

### O período grego
Cirene foi fundada em 630 a.C.. Era uma colônia dos gregos lacedemônios vindos da ilha grega de Thera (antigamente chamada de Calliste, e atualmente de Santorini), liderados pelo rei Bato, a dez milhas do seu porto, Apolônia (Marsa Sousa).
A cidade cresceu bastante durante o reinado de Bato II, neto do fundador Bato, quando vários colonos da Grécia chegaram, e derrotou um exército egípcio. Logo tornou-se a principal cidade da Líbia, e estabeleceu relações comerciais com todas as cidades gregas, atingindo o auge de sua prosperidade sob seus próprios reis no século V a.C..
Logo depois de 460 a.C. tornou-se uma república, e depois da morte de Alexandre III da Macedônia (323 a.C.), quando passou para a dependência dos lágidas.
Ofelas, o general que ocupou a cidade em nome de Ptolemeu I Sóter, governou-a de forma quase independente até a sua morte, quando o genro de Ptolemeu, Magas, recebeu o governo do território. Em 276 a.C. Magas coroou-se o rei e declarou a independência, casando-se com a filha do rei selêucida e formando com ele uma aliança para invadir o Egito. A invasão foi mal-sucedida e, em 250 a.C., após a morte de Magas, a cidade foi reintegrada ao Egito ptolomaico.
A Cirenaica tornou-se parte do império Ptolemaico, controlado a partir de Alexandria, e passou para o domínio romano em 96 a.C. quando Ptolemeu Ápion legou a Cirenaica a Roma. Em 74 a.C. o território foi formalmente transformado em província romana.

### O período romano
Os habitantes de Cirene na época de Sula (cerca de 85 a.C.) estavam divididos em quatro classes: cidadãos, fazendeiros, estrangeiros residentes e judeus, que formavam uma inquieta minoria. Ptolemeu Ápion, antigo governante da cidade, a legara aos romanos, mas ela manteve sua autonomia. A Cirenaica tornou-se uma província romana dez anos mais tarde; e se sob os Ptolemeus a população judaica da cidade gozava de direitos iguais aos do resto da população, agora ela se encontrava cada vez mais oprimida pela população grega. As tensões chegaram em seu ponto máximo com as insurreições dos judeus durante os períodos de Vespasiano (73) e, especialmente, no de Trajano (117). Esta revolta foi debelada por Márcio Turbo, mas não sem que antes morresse um grande número de pessoas. De acordo com Eusébio de Cesareia a violência do episódio deixou a Líbia despovoada a tal ponto que alguns anos mais tarde novas colónias tiveram de ser estabelecidas ali pelo imperador Adriano para que se mantivesse a viabilidade de um estabelecimento humano contínuo na região.

### Cirene no contexto bíblico
Cirene inicia sua importância na história bíblica através da dispersão dos judeus. A cidade é mencionada no Segundo Livro dos Macabeus, sendo o livro considerado pelo seu autor como um resumo de uma obra de cinco volumes de autoria de um judeu helenizado conhecido por Jasão de Cirene (tanto a Igreja Católica como a Ortodoxa consideram o Segundo Livro dos Macabeus como deuterocanônico; as igrejas protestantes não consideram-no em seu cânone). 
Cirene também é mencionada várias vezes no Novo Testamento, mas sempre referida como origem de personagens ou grupo de pessoas. O mais conhecido é Simão de Cirene, citado nos evangelhos, que carregou a cruz de Cristo (Marcos 15:21 e paralelos).
Já no livro de Atos dos Apóstolos, habitantes dessa cidade estavam presentes no dia de Pentecostes em Jerusalém (Atos 2:10). Ainda em Jerusalém são citados os judeus de Cirene que foram juntos com os de Alexandria e das províncias da Cilícia e da Ásia, para discutir com Estevão, os quais pertenciam a chamada "Sinagoga dos Libertos" (Atos 6:9). Após o martírio de Estevão os cristãos se dispersaram e muitos foram até Antioquia, onde os que eram de Cirene pregavam aos gregos sobre Jesus Cristo (Atos 11:20). E em Atos 13:1 é citado Lúcio de Cirene como um dos profetas e doutores da igreja de Antioquia.

### Decadência
O principal produto de exportação de Cirene através de boa parte de sua história, o sílfio, uma erva medicinal que ilustrava a maioria das moedas de Cirene, acabou sendo colhido até a extinção, e a competição comercial de Cartago e Alexandria reduziu o comércio da cidade. Cirene, com o seu porto de Apolônia (Marsa Susa), permaneceu um importante centro urbano até o terremoto de 262. Após o desastre o imperador Cláudio, o Gótico restaurou Cirene, dando-lhe o nome de Claudiópolis, mas o restauro foi pobre e precário e a decadência atingiu Cirene de forma irremediável. Catástrofes naturais e um profundo declínio económico ditam a sua morte, e no ano de 365 um sismo particularmente devastador destruiu as suas poucas esperanças de recuperação. Amiano Marcelino a descreveu no século IV como uma cidade deserta, e Sinésio, um nativo de Cirene, a descreveu no século seguinte como uma vasta ruína à mercê dos nômades.
O capítulo final ocorreu em 643, com a conquista árabe. Das opulentas cidades romanas do norte de África e da Cirenaica pouco restaram. As ruínas de Cirene se encontram próximas à cidade moderna de Xaate, em território líbio.

## Filosofia
Vários sábios da Grécia antiga foram naturais de Cirene:
- Carnéades de Cirene, chefe da terceira academia, floresceu por volta de 320 a.C.[10][nota 1]
- Eratóstenes, astrônomo, floresceu por volta de 255 a.C.[11]
- Lácides de Cirene, filósofo platônico, o sucessor de Arcesilau, floresceu por volta de 245 a.C.[12]
- Calímaco de Cirene, poeta grego, floresceu por volta de 244 a.C.[12]
- Carnéades de Cirene, filósofo e fundador de uma nova academia, floresceu por volta de 147 a.C.[12]

## Arqueologia
Cirene hoje é um sítio arqueológico perto da vila de Xaate. Uma de suas atrações mais importantes é o templo de Apolo, que teria sido construído inicialmente no século VII a.C.. Outras estruturas antigas incluem um templo de Deméter e um templo de Zeus, ainda parcialmente por escavar. Há também uma grande necrópole, a aproximadamente 10 km entre Cirene e o seu antigo porto de Apolônia.
Incluída como Patrimônio Mundial da UNESCO em 1982

### Novas descobertas
Em 2005, arqueólogos italianos da universidade de Urbino descobriram em Cirene 76 estátuas romanas intactas, datadas do século II. As estátuas permaneceram sem ser descobertas por tanto tempo porque "durante o terremoto de 375 uma das paredes do templo caiu sobre todas as estátuas, que permaneceram escondidas sob pedras, entulho e terra por 1 600 anos. As outras paredes abrigaram as estátuas, então pudemos recuperar todas as peças, mesmo das obras que haviam sido quebradas".

## Galeria

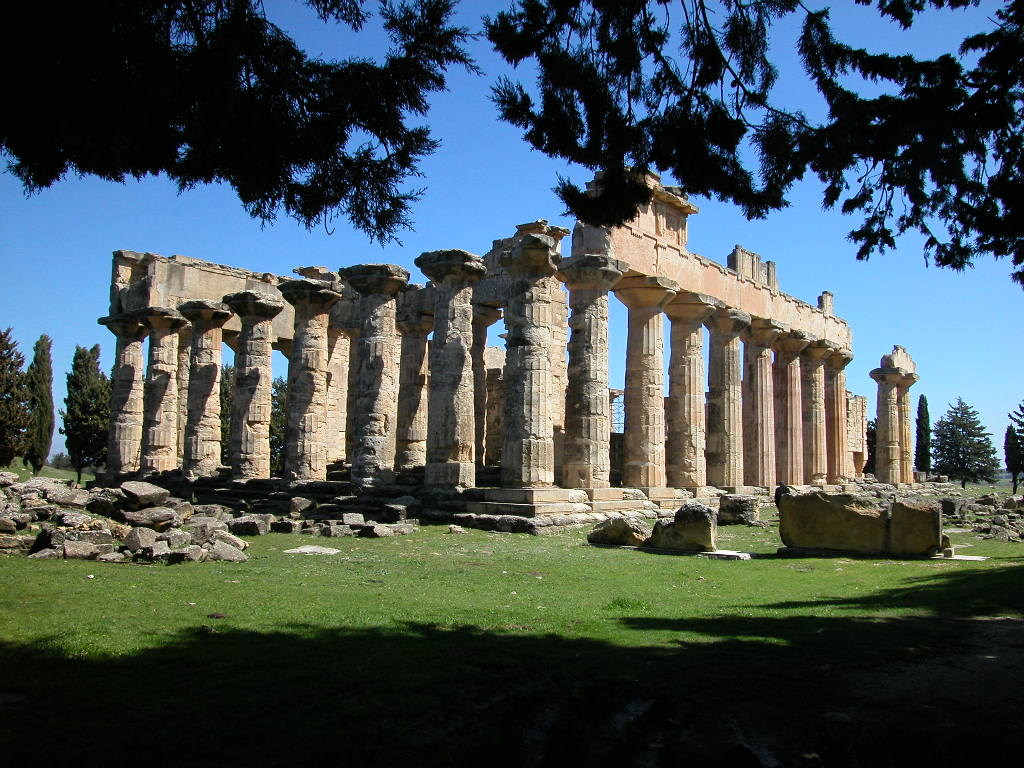
O Templo de Zeus
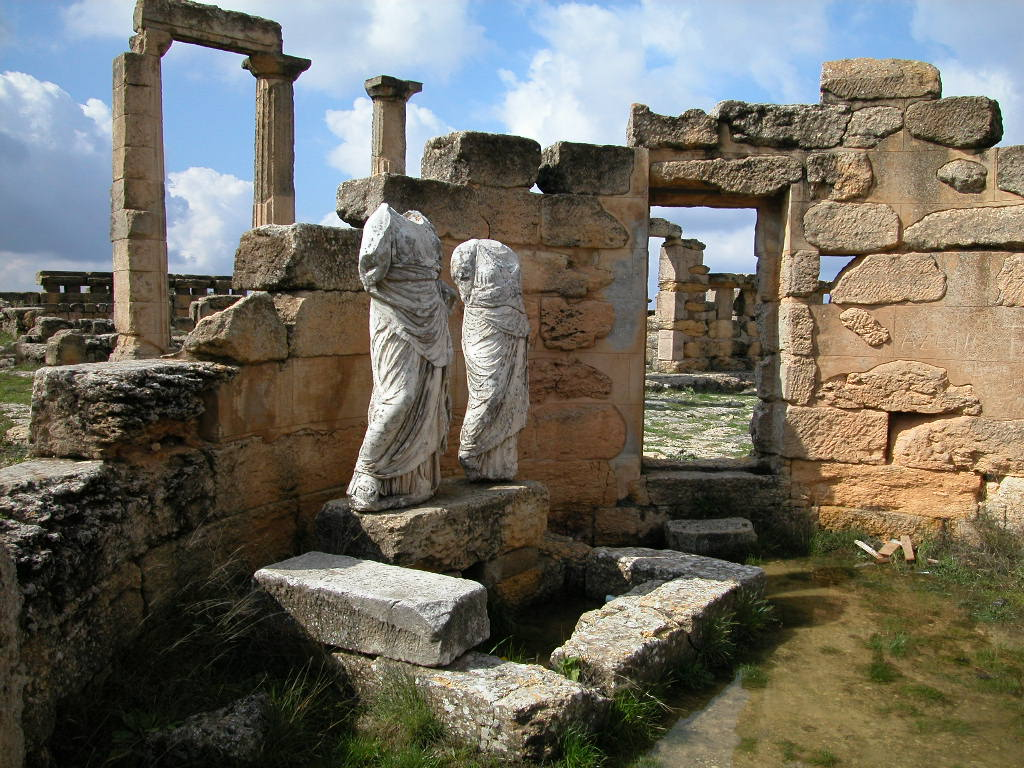
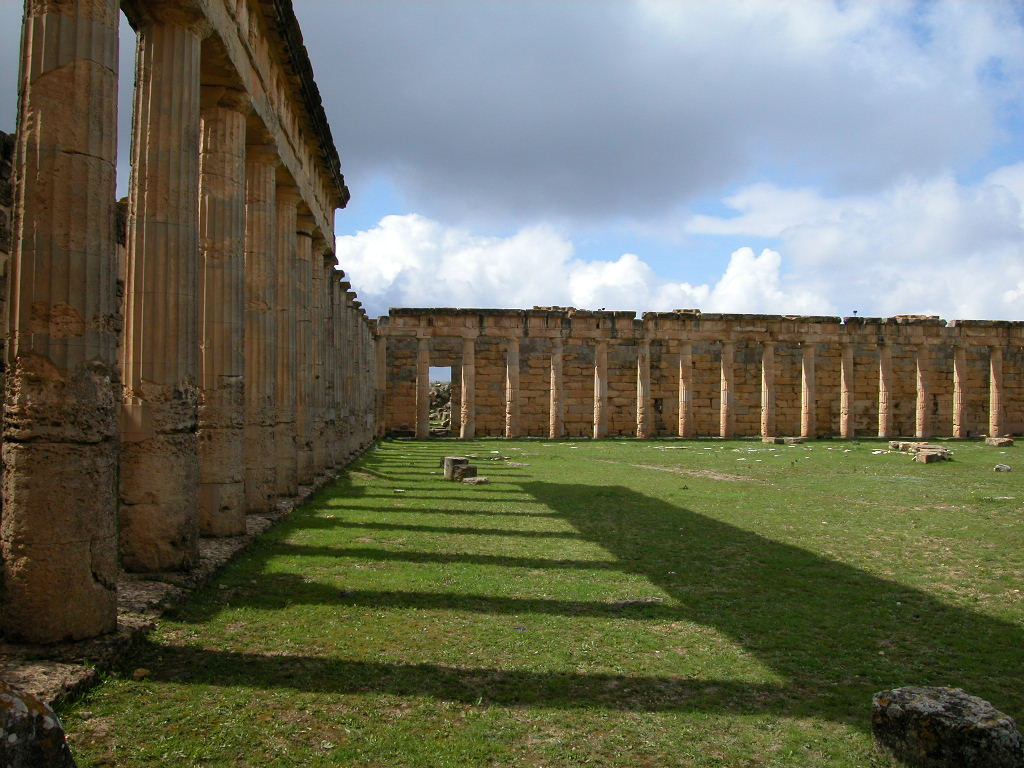
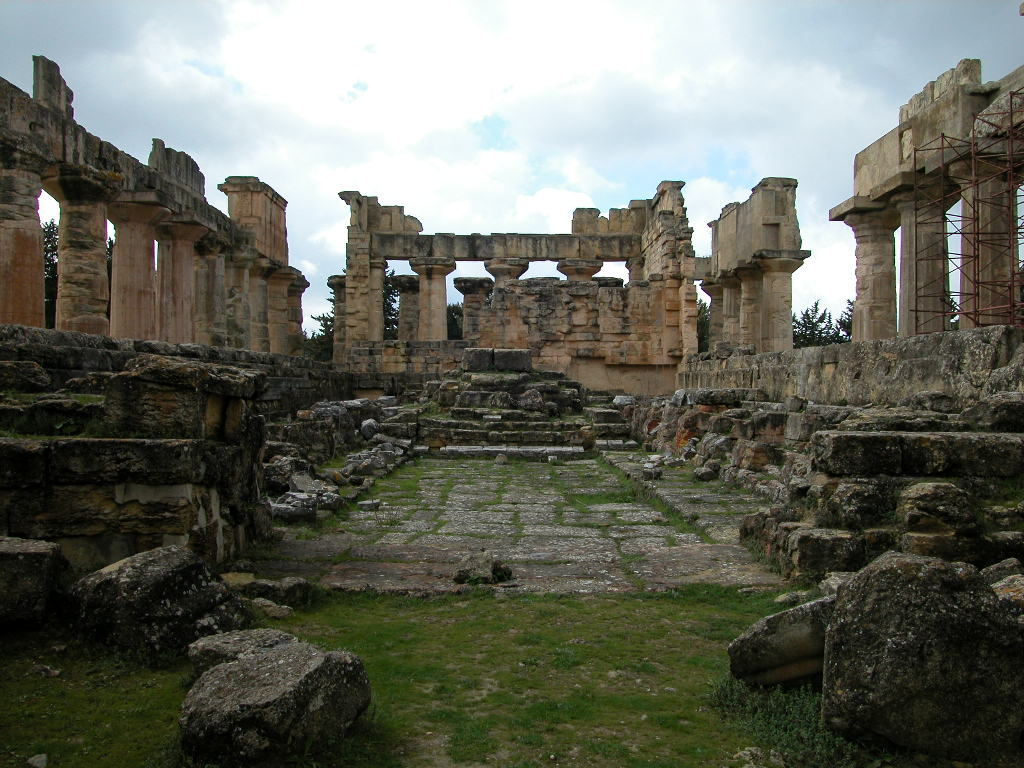
O Templo de Zeus
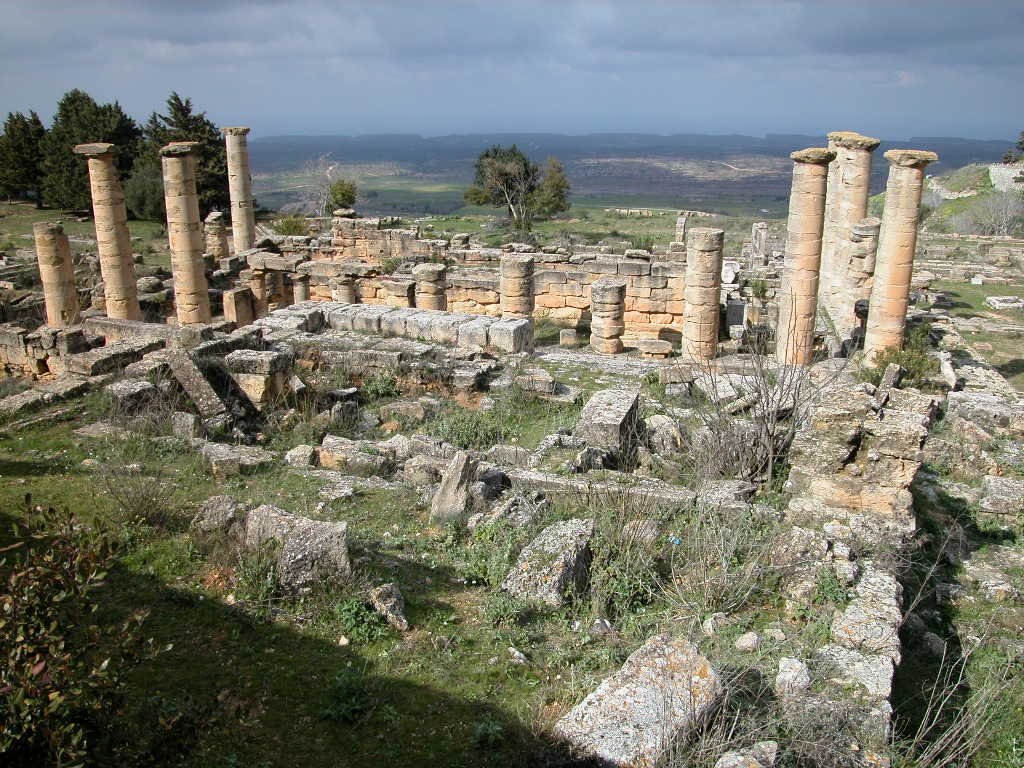
O Templo de Apollo
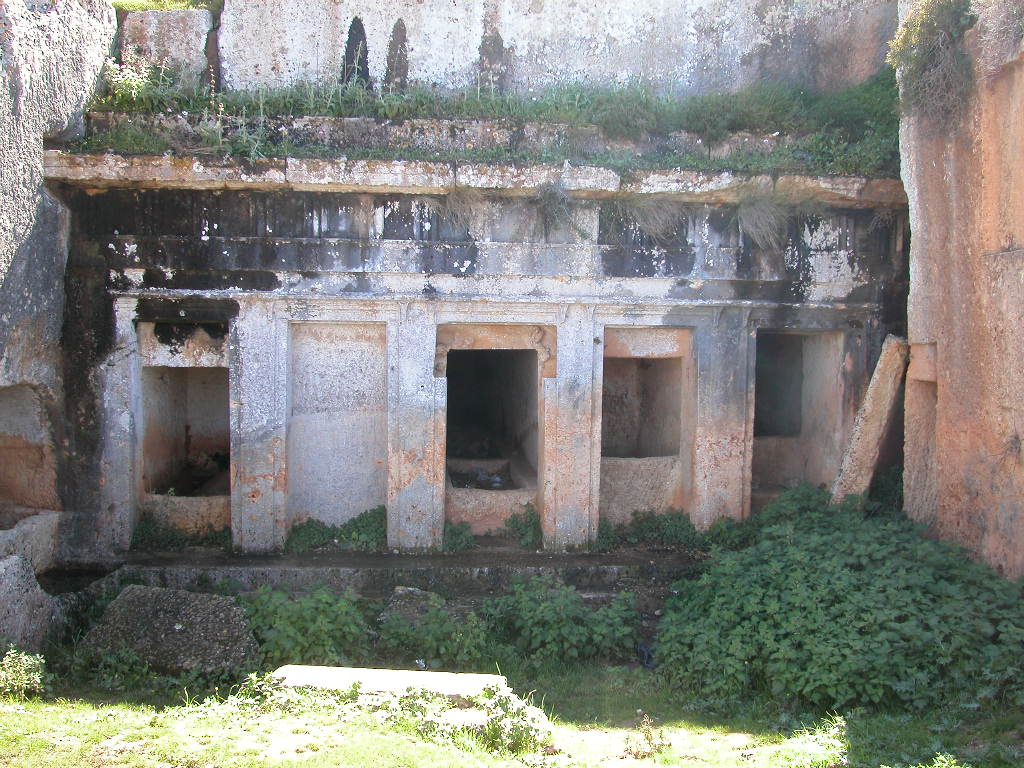
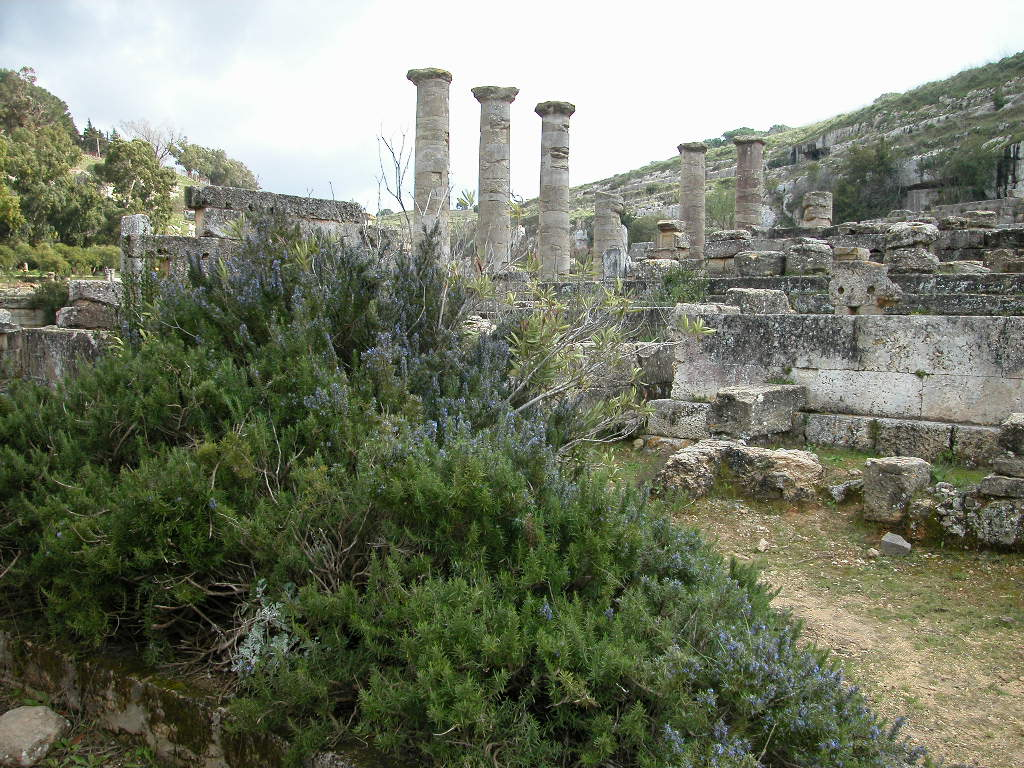
O Templo de Apollo
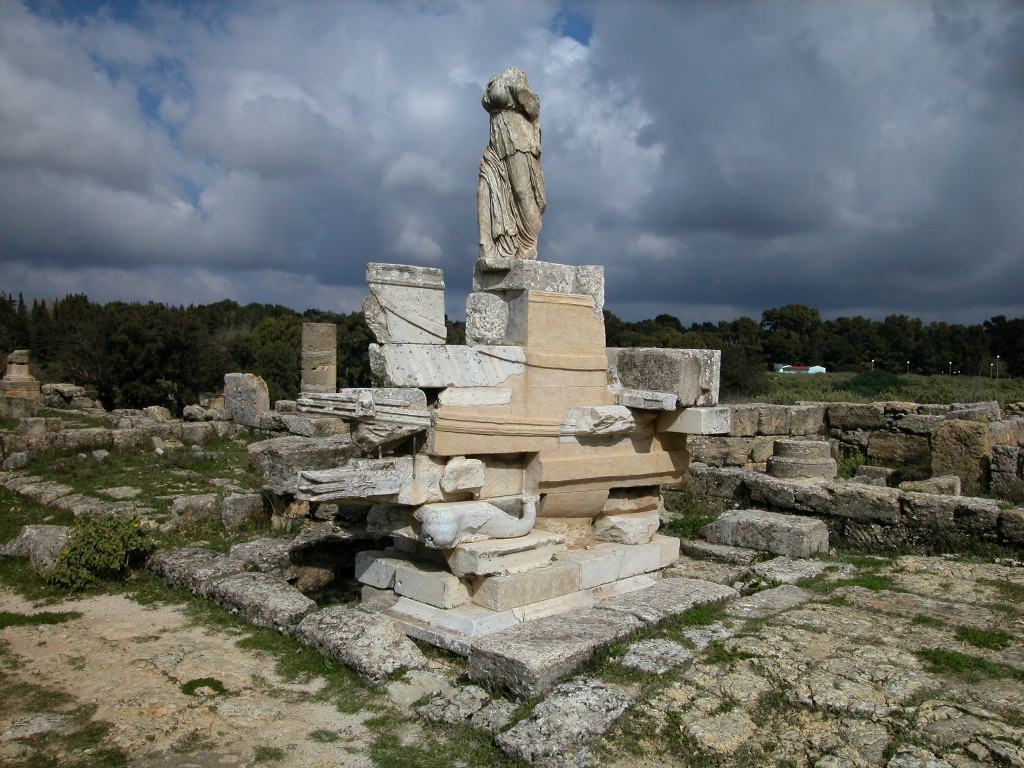
O Monumento da Vitória Ágora